# غاسول
الغَاسُول (الاسم العلمي: Hippophae)، جنس جنبات شائكة من الورديات وفصيلة الخلافية. موطنه أوروبا وآسيا، بيئته رمليَّة.